# Pylusopsis chrysocome
Pylusopsis chrysocome là một loài bọ cánh cứng trong họ Cleridae. Loài này được Elston miêu tả khoa học năm 1929.